# Il buono e il cattivo
Il buono e il cattivo, sottotitolato Trattenimento sull'umorismo, è stato un varietà televisivo italiano in onda sul Secondo Programma nel 1972, condotto da Cochi e Renato e con la partecipazione di Gianni Magni.

## Produzione
Uno sketch interpretato da Gianni Magni, assieme ad altri attori, introduce la puntata come prologo prima della sigla, Cochi e Renato lo commentano sottolineando le proprie preferenze sul tipo di umorismo, quello "cattivo" il primo, quello "buono" il secondo. L'intera stagione di 6 episodi è un continuo discutere fra i due conduttori su questo argomento, ospitando in studio comici, attori, cantanti e artisti vari, alcuni dei quali fissi o ricorrenti, invitati a sostenere la tesi dell'uno o dell'altro. Ogni episodio si conclude con uno dei due conduttori che riesce a convincere l'altro, ma ne nasce una discussione in cui Renato, il "buono", minaccia di prendere a pugni Cochi.
Tra gli ospiti del programma vi sono stati Gino Bramieri e gli esordienti I Gatti di Vicolo Miracoli (nell'originale formazione a cinque, con Gianandrea Gazzola ed Elizabeth Spray Mallaby).
I titoli di coda elencano gli ospiti dividendoli in "Buoni" e "Cattivi" come su una lavagna scolastica, in base alla scuola di pensiero dichiarata e dimostrata nella propria performance in studio.

## Puntate
| Puntata | Ospiti (in ordine alfabetico) | Data trasmissione |
| ------- | --- | ----------------- |
| 1       | Felice Andreasi, Augusto Bonardi, Quartetto Cetra, Walter Chiari, Ombretta Colli, Ettore Conti, Maria Grazia Grassini, Gianni Magni, Marcello Marchesi, Gerardo Placido, Antonella Steni                                                                                                   | 17 settembre 1972 |
| 2       | Antoine, Giorgio Basso, Adolf Born Gino Bramieri, Pier Luigi Cominotto, Ettore Conti, Agostino De Berti, Emi Eco, Maria Grazia Grassini, Raf Luca, Gianni Magni, Renzo Montagnani, Gloria Paul, Mac Ronay, Claudio Sforzini                                                                | 24 settembre 1972 |
| 3       | Lino Banfi, Romano Battaglia, Ettore Conti, I Gatti di Vicolo Miracoli, Lucia Lombardi, Gianni Magni, Franca Mazzola, Lino Patruno, Nanni Svampa, Tuccio Musumeci, Nuova Compagnia di Canto Popolare, Piero Parodi, Ric e Gian, I Vianella                                                 | 1º ottobre 1972   |
| 4       | Marisa Ancelli, Felice Andreasi, Claudia Caminito, Ettore Conti, Gipo Farassino, Maria Grazia Grassini, Anna Maria Lisi, Don Lurio, Gianni Magni, Sandra Mondaini, Francesco Mulè, Raymond Peynet, Paolo Poli                                                                              | 8 ottobre 1972    |
| 5       | Ombretta Colli, Ettore Conti, Franco Franchi, Fiorenzo Fiorentini, Giorgio Gaber, Maria Grazia Grassini, Franco Latini, Raf Luca, Gianni Magni, Gina Mascetti, Marina Molino, Walter Molino, Gisella Pagano, Raffaele Pisu, Giuliana Rivera, Gianni Rubens, Gisella Sofio, Antonella Steni | 15 ottobre 1972   |
| 6       | Gero Caldarelli, Carlo Campanini, Fausto Cigliano, Ettore Conti, Gianfranco Funari, Maria Grazia Grassini, Enzo Jannacci, Gianni Magni, Mario Marenco, Mita Medici, Gianni Rubens, Mario Santonastaso, Pippo Santonastaso, Walter Valdi, Lia Zoppelli                                      | 22 ottobre 1972   |

## Sigla
Sigla della trasmissione era la canzone Ufficio facce, scritta da Enzo Jannacci, Cochi Ponzoni e Renato Pozzetto e pubblicata nel singolo omonimo in formato 7" dall'etichetta discografica RCA Italiana nel settembre del 1972.